# Thalassema viride
Thalassema viride är en djurart som tillhör fylumet skedmaskar, och som beskrevs av Verrill, A.E. 1879. Thalassema viride ingår i släktet Thalassema och familjen Echiuridae. Inga underarter finns listade i Catalogue of Life.